# أرينيس الليدية
أرينيس هي أميرة ليدية حسب هيرودوت هي ابنة ملك ليديا ألياتس الثاني وشقيقة كرويسوس آخر ملوك ليديا، تزوجت من ولي عهد ميديا أستياجيس بعد أن إتفقت ميديا و ليديا على الصلح بينهما بعد حرب شهدها الإثنين في عهد ألياتس و سياخريس، وقد كان الصلح والزواج بوساطة بابل والتي كانت تتمتع بعلاقات جيدة مع كلا البلدين، هي والدة الأميرة الميدية ماندانا التي تزوجت من ملك فارس قمبيز الأول وهي جدة كورش الكبير أعظم ملوك الفرس.